# Z-47号驱逐舰
Z-47号（德語：Z 47）是纳粹德国海军于二战期间建造的两艘1936C型驱逐舰之一。它自1941年开始在不来梅的德希马格威悉船厂铺设龙骨，1942年停工，一年后重新动工，但受制于建造材料短缺，该舰未及在战争结束前下水，最终于1945年拆解报废。

## 设计
1936C型驱逐舰的水线长和全长分别为121.5米和126.2米，有12.2米的舷宽、6.65的舰高以及最大4.45米吃水深度；舰只的设计排水量为3,071吨，满载时则可达3,683吨。它由两台改良型瓦格纳-德希马格齿轮传动蒸汽轮机提供动力，各负责驱动一副直径为3.35米的三叶螺旋桨。过热蒸汽则由六台瓦格纳水管锅炉供应，其运行压力为70標準大氣壓（7,093千帕斯卡），温度450℃。电力装置由一台200千瓦的涡轮发电机和四台80千瓦的柴油发电机组成，总输出功率为520千瓦，电压为220電子伏（35阿焦耳）。它们可产生70,000匹軸馬力（52,000千瓦特）的功率，转数为390转每分钟，最高速度可达37.5節（69.5每小時）。得益于最多822吨的燃料油贮量，Z-47号还应当能够以19節（35每小時）的速度的巡航2,500海里（4,600）。舰只的标准船员编制为11名军官和320名水兵，并配备有1艘电动大舢板、1艘电动约尔船、1艘鱼雷卡特船以及1艘小艇作为舰载艇。
舰只的主炮为六门128毫米40式高射炮，将架设在三座LC.41型双联装炮塔上。其中一座居艏、两座居艉，合共配备720枚射速为20发每分钟、射程达19,000米的弹药。两座后炮塔上还将安装先进的雷达引导火控系统。副炮则包括六门安装在三座双联装炮架上的37毫米42式高射炮（前1后2，配弹12,000发）、八至十四门20毫米38式高射炮（配弹16,000－28,000发）、两个四联装533毫米鱼雷发射管（配备8－12枚鱼雷），以及60枚水雷和四个深水炸弹发射器。

## 历史
1936C型的前两艘舰，Z-46号和Z-47号由纳粹德国海军于1941年10月8日向不来梅的德希马格威悉船厂订购，并在同年晚些时候铺设龙骨。因缺乏材料，建造工程于1942年搁置，至1943年才重启。但由于飞机袭击造成的破坏、材料供应延误和铜短缺等问题，这两艘舰的建造不断延误，导致进展非常缓慢。最终，建造工程于1944年完全终止，两艘舰于1945年拆解报废。

## 脚注
1. 1 2  Gröner，第204頁.
2. 1 2 3  Gröner，第203頁.
3. ↑  Koop & Schmolke，第27頁.
4. ↑  Koop & Schmolke，第38頁.
5. ↑  Gröner，第205頁.
6. ↑  Koop & Schmolke，第25, 38頁.